# Санта-Роса (Аризона)
Санта-Роса, Каїх Мек (англ. Santa Rosa; тохоно Kaij Mek) — переписна місцевість (CDP) в США, в окрузі Піма штату Аризона. Населення — 474 особи (2020).

## Географія
Санта-Роса розташована за координатами 32°19′57″ пн. ш. 112°2′47″ зх. д. / 32.33250° пн. ш. 112.04639° зх. д. (32.332558, -112.046404). За даними Бюро перепису населення США в 2010 році переписна місцевість мала площу 16,96 км², уся площа — суходіл.

## Демографія
Згідно з переписом 2010 року, у переписній місцевості мешкало 628 осіб у 163 домогосподарствах у складі 129 родин. Густота населення становила 37 осіб/км². Було 223 помешкання (13/км²).
Расовий склад населення:
| - 96,2 % — корінних американців - 1,6 % — білих - 0,5 % — вихідців з тихоокеанських островів - 0,2 % — чорних або афроамериканців |

До двох чи більше рас належало 1,6 %. Частка іспаномовних становила 1,9 % від усіх жителів.
За віковим діапазоном населення розподілялося таким чином: 29,8 % — особи молодші 18 років, 62,2 % — особи у віці 18—64 років, 8,0 % — особи у віці 65 років та старші. Медіана віку мешканця становила 31,2 року. На 100 осіб жіночої статі у переписній місцевості припадало 92,0 чоловіків; на 100 жінок у віці від 18 років та старших — 90,1 чоловіків також старших 18 років.
Середній дохід на одне домашнє господарство становив 34 591 долар США (медіана — 27 279), а середній дохід на одну сім'ю — 36 123 долари (медіана — 30 500). Медіана доходів становила 27 411 долар для чоловіків та 38 125 доларів для жінок. За межею бідності перебувало 51,2 % осіб, у тому числі 59,9 % дітей у віці до 18 років та 36,6 % осіб у віці 65 років та старших.
Цивільне працевлаштоване населення становило 131 осіб. Основні галузі зайнятості: освіта, охорона здоров'я та соціальна допомога — 35,1 %, публічна адміністрація — 15,3 %, виробництво — 15,3 %.